# Pont international Horacio-Guzmán
Le pont international Horacio-Guzmán est un pont reliant la ville argentine La Quiaca, province de Jujuy à la ville bolivienne de Villazón, dans le département de Potosí par-dessus le Río La Quiaca.
Ce pont de béton mesurant 31 m de long et 7,8 m de large est inauguré le 9 juillet 1960,.
L'accès à ce pont se fait par la route nationale 9 en Argentine et par la route 14 en Bolivie.
Les contrôles douaniers se font pour chaque pays de chaque côté du pont.
C'est le seul point de passage de la frontière vers la Bolivie autorisé dans la province de Jujuy.